# Федерация хоккея Армении
Федерация хоккея Армении — национальная федерация хоккея Армении. Базируется в Ереване. Является членом Международной федерации хоккея с 22 сентября 1999 года. 22 мая 2010 года ИИХФ объявила, что сборная Армении была отстранена от международных соревнований после чемпионата мира 2010 года в третьем дивизионе.
В 2022 году, вместе с появлением Армянской хоккейной лиги, началась совместная работа лиги и Федерации хоккея Армении по возвращению национальной сборной на международную арену к 2025 году. В ноябре 2023 года на пост главного тренера был назначен Вадим Гуськов. Официальное возвращение сборной состоялось в феврале 2024 года на международном турнире «Ереванские ночи». 
В мае 2025 года на конгрессе ИИХФ, который состоялся в Праге во время чемпионата мира в элитном дивизионе, было утверждено участие сборной Армении в чемпионате мира в дивизионе IV. Таким образом, национальная команда вернулась на чемпионат мира спустя 15 лет.
26 сентября 2024 года Армения получила право от ИИХФ на проведение чемпионата мира в дивизионе IV.